# Bataille de Manbij (2024)
Pour les articles homonymes, voir Bataille de Manbij.
- Territoire contrôlé par l'Armée nationale syrienne
- Territoire contrôlé par les Forces démocratiques syriennes

Guerre civile syrienne
Batailles
La bataille de Manbij se déroule du 7 au 11 décembre 2024, pendant la guerre civile syrienne. Elle s'achève par la victoire des forces de l'Armée nationale syrienne (ANS), qui prennent la ville de Manbij aux Forces démocratiques syriennes (FDS).

## Prélude
Le 27 novembre, Hayat Tahrir al-Cham lance une offensive depuis le gouvernorat d'Idleb, qui entraîne la chute d'Alep, puis l'effondrement des Forces armées arabes syriennes. Le 30 novembre, l'Armée nationale syrienne, soutenue par la Turquie, lance sa propre offensive depuis la région d'al-Bab et assaille aussi bien les positions du régime que celles tenues par les Forces démocratiques syriennes. Le 1er décembre, elle prend Tall Rifaat et poursuit ensuite en direction de Manbij.
La ville de Manbij est alors contrôlée par les Forces démocratiques syriennes depuis août 2016, date de la précédente bataille de Manbij qui les avait opposées à l'État islamique. En 2018, un accord avait été conclu entre la Turquie et les États-Unis pour laisser le contrôle de la ville au Conseil militaire de Manbij, affilié aux FDS.

## Déroulement
Le 7 décembre, les forces de l'Armée nationale syrienne lancent une offensive sur la ville de Manbij, tenue par les Forces démocratiques syriennes. Le lendemain, elles entrent dans la ville et s'emparent de plusieurs quartiers,,. Des factions de l'ANS déclarent alors dans un communiqué avoir « pris le contrôle de la ville de Manbij à l'est d’Alep après des batailles acharnées ».
Les forces de l'ANS sont appuyées par des frappes aériennes turques dans la région de Manbij et celle de Kobané. Ahmad Arag, secrétaire général de l'Alliance nationale démocratique syrienne, déclare le 10 décembre au journal Le Monde : « En ce moment, des milliers de personnes fuient Kobané par peur de l’Armée nationale syrienne affiliée à la Turquie. Une peur bien plus grande que celle inspirée par Hayat Tahrir al-Cham, qui jusqu'ici n'a commis aucune violation, massacre ou attaque contre les civils. À l’inverse, l'ANS reçoit ses directives de l’État turc, et elle procède à l’élimination des Kurdes ».
Le 10 décembre, d'après l'OSDH, des combattants de l'ANS s'emparent d'un hôpital au nord de Manbij et massacrent des dizaines de blessés du Conseil militaire de Manbij qui y étaient soignés,,.
Le 11 décembre, Mazloum Abdi, le commandant en chef des FDS, annonce la conclusion d'une trêve avec la médiation des États-Unis : « Nous sommes parvenus via une médiation américaine à un accord de cessez-le-feu à Manbij. [...] Notre but est de parvenir au cessez-le-feu dans toute la Syrie pour commencer un processus politique en faveur de l’avenir du pays »,. Il ajoute que les combattants du Conseil militaire de Manbij « se retireront de la zone dès que possible ». 

## Pertes
Le 8 décembre, l'Observatoire syrien des droits de l'homme (OSDH) déclare qu'au moins neuf hommes de l'ANS et 17 membres des FDS sont tués lors des affrontements. Le 11 décembre, il annonce un bilan d'au moins 218 morts en trois jours de combats parmi les combattants des deux camps,.